# Akil Campbell
Pour les articles homonymes, voir Campbell.
Akil Campbell, né le 1er février 1996 à San Fernando, est un coureur cycliste trinidadien.

## Biographie
Akil Campbell commence le cyclisme à l'âge de six ans avec un BMX. Il se lance ensuite dans les compétitions sur route et sur piste. Figure majeure du cyclisme trinidadien, il compte de nombreux titres de champion national à son palmarès. Il représente régulièrement son pays natal lors de grandes compétitions internationales. Sa sœur Teniel est elle aussi coureuse cycliste au niveau professionnel,.
En 2021, il décroche la médaille d'or dans la course scratch aux championnats panaméricains, disputés à Lima. Il s'agit de son premier titre acquis au niveau international. La même année, il s'impose au milieu des meilleurs coureurs mondiaux sur une manche de la Coupe des Nations. Il devient également le premier cycliste trinidadien à participer à une édition des championnats du monde sur piste. 
En 2022, il remporte de nouveau une épreuve de la Coupe des Nations à Cali, dans la course à l'élimination. Tout comme l'an dernier, il prend part aux championnats panaméricains, où il s'empare d'une médaille de bronze. Il devient par ailleurs triple champion de Trinité-et-Tobago sur piste. Sur route, il est sacré champion national dans le critérium. Il s'impose aussi sur une course par étapes au Guyana. 
Lors de la saison 2023, il devient champion de Trinité-et-Tobago du contre-la-montre. Il représente son pays aux championnats panaméricains (troisième de l'omnium), mais aussi aux Jeux d'Amérique centrale et des Caraïbes, où il se classe deuxième de l'omnium et sixième de la course sur route. Au mois de septembre, il se rend à Glasgow pour disputer ses troisièmes championnats du monde.  

## Palmarès sur route

### Par année
| - 2011 - Champion de Trinité-et-Tobago du contre-la-montre U17 - 2012 - Champion de Trinité-et-Tobago sur route U17 - Champion de Trinité-et-Tobago du critérium U17 - 2013 - Champion de Trinité-et-Tobago du critérium juniors - 2014 - Champion de Trinité-et-Tobago sur route juniors - Champion de Trinité-et-Tobago du contre-la-montre juniors - Champion de Trinité-et-Tobago du critérium juniors - 2015 - 2e du championnat de Trinité-et-Tobago du critérium - 2016 - Champion de Trinité-et-Tobago du contre-la-montre - Champion de Trinité-et-Tobago du critérium - 2e du championnat de Trinité-et-Tobago sur route - 2018 - Champion de Trinité-et-Tobago du critérium - 2e étape du Sunshine Grand Prix | - 2019 - 2e du championnat de Trinité-et-Tobago du contre-la-montre - 2e du championnat de Trinité-et-Tobago sur route - 2022 - Champion de Trinité-et-Tobago du critérium - Independence Stage Race : - Classement général - 1re et 3e étapes - 2023 - Champion de Trinité-et-Tobago du contre-la-montre - 3e étape de la Jamaica Cycling Classic - 2e de la Jamaica Cycling Classic - 2024 - Champion de Trinité-et-Tobago sur route - 2e du championnat de Trinité-et-Tobago du contre-la-montre - 2e du championnat de Trinité-et-Tobago du critérium - 2025 - Champion de Trinité-et-Tobago sur route - 2e du championnat de Trinité-et-Tobago du contre-la-montre |  |

### Classements mondiaux
| Année                                 | 2023  |
| ------------------------------------- | ----- |
| UCI World Tour                        | 1263e |
| UCI America Tour                      | 174e  |
|                                       |       |
| Légende : nc = non classéSource : UCI |       |

## Palmarès sur piste

### Championnats du monde
- Ballerup 2024
  - 12e de la course à l'élimination[8].
  - 22e de la course scratch[9].
  - 22e de l'omnium[10].

### Coupe des Nations
- 2021
  - 1er de la course à l'élimination à Cali
- 2022
  - 1er de la course à l'élimination à Cali

### Jeux d'Amérique centrale et des Caraïbes
- Barranquilla 2018
  -  Médaillé de bronze de l'omnium
- San Salvador 2023
  -  Médaillé d'argent de l'omnium

### Championnats panaméricains
| - Aguascalientes 2018 - Dixième de l'omnium - 12e de la course scratch - Lima 2021 - Médaillé d'or de la course scratch - Lima 2022 - Médaillé de bronze de la course scratch | - San Juan 2023 - Médaillé de bronze de l'omnium - Carson 2024 - Médaillé de bronze de la course scratch |  |

### Championnats nationaux
| - 2015 - Champion de Trinité-et-Tobago de poursuite par équipes - Champion de Trinité-et-Tobago du scratch - 2e du championnat de Trinité-et-Tobago de poursuite - 2017 - Champion de Trinité-et-Tobago de l'omnium - Champion de Trinité-et-Tobago de course aux points - 2e du championnat de Trinité-et-Tobago du kilomètre - 2018 - 2e du championnat de Trinité-et-Tobago de l'omnium - 2019 - Champion de Trinité-et-Tobago de poursuite - Champion de Trinité-et-Tobago de l'omnium - Champion de Trinité-et-Tobago du scratch - 2022 - Champion de Trinité-et-Tobago de poursuite - Champion de Trinité-et-Tobago de course aux points - Champion de Trinité-et-Tobago du scratch | - 2023 - Champion de Trinité-et-Tobago de l'élimination - Champion de Trinité-et-Tobago du scratch - Champion de Trinité-et-Tobago de l'omnium - 2e du championnat de Trinité-et-Tobago de poursuite - 2024 - Champion de Trinité-et-Tobago de l'élimination - Champion de Trinité-et-Tobago du scratch - Champion de Trinité-et-Tobago de course aux points - Champion de Trinité-et-Tobago de l'omnium - 2e du championnat de Trinité-et-Tobago de poursuite - 2025 - Champion de Trinité-et-Tobago de poursuite - Champion de Trinité-et-Tobago de l'élimination - Champion de Trinité-et-Tobago de l'omnium - Champion de Trinité-et-Tobago de course aux points - 2e du championnat de Trinité-et-Tobago du scratch |  |